# Ted Key
Ted Key (nascido Anthony Matthew Key, 1 de julho de 1960, Hull, Inglaterra) foi o baixista original de The Housemartins. Ele foi substituído em 1985 por Norman Cook.